# Bộ trưởng Quốc phòng Hoa Kỳ
Bộ trưởng Quốc phòng Hoa Kỳ (United States Secretary of Defense) là người lãnh đạo Bộ Quốc phòng Hoa Kỳ (DoD) và quản lý tất cả các quân chủng và các vấn đề quân sự của Hoa Kỳ. Bộ trưởng Quốc phòng Hoa Kỳ đóng vai trò như là cố vấn chính về chính sách quốc phòng của Tổng thống Hoa Kỳ, có trách nhiệm lập ra chính sách quốc phòng tổng quát liên quan đến tất cả những vấn đề chính và vấn đề liên quan trực tiếp đến Bộ Quốc phòng Hoa Kỳ, và thực hiện chính sách quốc phòng mà đã được chấp thuận. Bộ trưởng do Tổng thống Hoa Kỳ bổ nhiệm nhưng phải có sự chấp thuận của Thượng viện Hoa Kỳ. Bộ trưởng là thành viên nội các Hoa Kỳ. Theo Mục 113, Điều 10, Bộ luật Hoa Kỳ, một người không thể được bổ nhiệm làm bộ trưởng quốc phòng trong vòng 7 năm sau khi giải ngũ với tư cách là sĩ quan của một thành phần chính quy của một lực lượng vũ trang. Do đó, vị trí này luôn là một người thuộc giới dân sự chứ không phải một quân nhân, và người này không mặc quân phục. Bộ trưởng Quốc phòng là người thứ sáu trong thứ tự kế vị chức vụ Tổng thống Hoa Kỳ. Lương bổng hàng năm của bộ trưởng là $191.300.

## Lịch sử
Chức vụ này được lập ra vào năm 1947 khi Không quân Hoa Kỳ mới được thành lập bị sáp nhập vào Tổ chức Quân sự Quốc gia cũng mới được thành lập (National Military Establishment). Trong thời gian có sự tái tổ chức lớn tương tự, chức vụ Bộ trưởng Chiến tranh Hoa Kỳ bị thay thế bởi chức vụ Bộ trưởng Lục quân Hoa Kỳ. Cùng với chức vụ Bộ trưởng Hải quân Hoa Kỳ và chức vụ Bộ trưởng Không quân Hoa Kỳ mới lập sau đó, cả ba chức vụ bộ trưởng quân chủng được đặt dưới quyền của Bộ trưởng Quốc phòng Hoa Kỳ. Năm 1949, Tổ chức Quân sự Quốc gia được đổi tên thành Bộ Quốc phòng Hoa Kỳ và tất cả các bộ trưởng của các quân chủng bị đặt ra khỏi Nội các Hoa Kỳ và Hội đồng An ninh Quốc gia Hoa Kỳ.

## Tổ chức
Bộ trưởng Quốc phòng Hoa Kỳ và Tổng thống Hoa Kỳ hợp thành bộ phận "National Command Authorities", tạm dịch là những người có thẩm quyền của bộ tư lệnh quốc gia là bộ tư lệnh có thẩm quyền duy nhất khai hỏa các loại vũ khí hạt nhân chiến lược. Tất cả các vũ khí hạt nhân được kiểm soát bởi bộ hai người có thẩm quyền này - cả hai phải nhất trí trước khi một cuộc tấn công hạt nhân chiến lược được ra lệnh.
Thành phần tham mưu của bộ trưởng được gọi là Văn phòng Bộ trưởng Quốc phòng gồm có một phó bộ trưởng và năm thứ trưởng quốc phòng trong các lĩnh vực: 
1. Quân dụng, Kỹ thuật và Tiếp liệu
2. Tài chính quốc phòng
3. Tình báo quốc phòng
4. Nhân sự và sẵn sàng tác chiến
5. Chính sách quốc phòng.

Bộ trưởng Quốc phòng Hoa Kỳ, theo luật, cũng thực hiện quyền lực, chỉ đạo và kiểm soát đối với ba bộ trưởng quân chủng (Bộ trưởng Lục quân Hoa Kỳ, Bộ trưởng Hải quân Hoa Kỳ & Bộ trưởng Không quân Hoa Kỳ), Tổng tham mưu trưởng Liên quân Hoa Kỳ, và các thành viên khác trong Bộ tổng tham mưu Liên quân Hoa Kỳ (Tổng tham mưu phó Liên quân Hoa Kỳ, Tham mưu trưởng Lục quân Hoa Kỳ, Tư lệnh Thủy quân lục chiến Hoa Kỳ, Tư lệnh Hải quân Hoa Kỳ & Tham mưu trưởng Không quân Hoa Kỳ), các tư lệnh tác chiến của các Bộ tư lệnh Tác chiến Thống nhất, các giám đốc các cơ quan quân sự (thí dụ như Giám đốc Cơ quan An ninh Quốc gia Hoa Kỳ)... Tất cả những chức vụ cao cấp này đều phải được Thượng viện Hoa Kỳ chấp thuận sau khi được Tổng thống Hoa Kỳ đề cử.
Bộ trưởng Quốc phòng Hoa Kỳ cùng với Bộ trưởng Ngoại giao Hoa Kỳ, Bộ trưởng Tư pháp Hoa Kỳ và Bộ trưởng Ngân khố Hoa Kỳ được xem là bộ bốn các viên chức nội các quan trọng nhất.

## Danh sách các Bộ trưởng Quốc phòng Hoa Kỳ
Đảng
      Dân chủ 
      Cộng hòa 
      Độc lập / không rõ
Tình trạng
| Thứ tự | Chân dung                     | Tên                          | Tựu nhiệm            | Hết nhiệm            | Nhiệm kỳ                                 | Đảng | Đảng     | Quê nhà       | Tổng thống | Tổng thống                       |
| ------ | ----------------------------- | ---------------------------- | -------------------- | -------------------- | ---------------------------------------- | ---- | -------- | ------------- | ---------- | -------------------------------- |
| 1      |                               | James Forrestal              | 17 tháng 9 năm 1947  | 28 tháng 3 năm 1949  | 1 năm, 192 ngày                          |      | Dân chủ  | New York      |            | Harry S. Truman (1945–1953)      |
| 2      |                               | Louis A. Johnson             | 28 tháng 3 năm 1949  | 19 tháng 9 năm 1950  | 1 năm, 175 ngày                          |      | Dân chủ  | West Virginia |            | Harry S. Truman (1945–1953)      |
| 3      |                               | George C. Marshall           | 21 tháng 9 năm 1950  | 12 tháng 9 năm 1951  | 356 ngày                                 |      | Độc lập  | Pennsylvania  |            | Harry S. Truman (1945–1953)      |
| 4      |                               | Robert A. Lovett             | 17 tháng 9 năm 1951  | 20 tháng 1 năm 1953  | 1 năm, 125 ngày                          |      | Cộng hòa | New York      |            | Harry S. Truman (1945–1953)      |
| 5      |                               | Charles Erwin Wilson         | 28 tháng 1 năm 1953  | 8 tháng 10 năm 1957  | 4 năm, 253 ngày                          |      | Cộng hòa | Michigan      |            | Dwight D. Eisenhower (1953–1961) |
| 6      |                               | Neil H. McElroy              | 9 tháng 10 năm 1957  | 1 tháng 12 năm 1959  | 2 năm, 53 ngày                           |      | Cộng hòa | Ohio          |            | Dwight D. Eisenhower (1953–1961) |
| 7      |                               | Thomas S. Gates Jr.          | 2 tháng 12 năm 1959  | 20 tháng 1 năm 1961  | 1 năm, 49 ngày                           |      | Cộng hòa | Pennsylvania  |            | Dwight D. Eisenhower (1953–1961) |
| 8      |                               | Robert McNamara              | 21 tháng 1 năm 1961  | 29 tháng 2 năm 1968  | 7 năm, 39 ngày                           |      | Cộng hòa | Michigan      |            | John F. Kennedy (1961–1963)      |
| 8      | Lyndon B. Johnson (1963–1969) | Robert McNamara              | 21 tháng 1 năm 1961  | 29 tháng 2 năm 1968  | 7 năm, 39 ngày                           |      | Cộng hòa | Michigan      |            |                                  |
| 9      |                               | Clark Clifford               | 1 tháng 3 năm 1968   | 20 tháng 1 năm 1969  | 325 ngày                                 |      | Dân chủ  | Maryland      |            | Lyndon B. Johnson (1963–1969)    |
| 10     |                               | Melvin Laird                 | 22 tháng 1 năm 1969  | 29 tháng 1 năm 1973  | 4 năm, 7 ngày                            |      | Cộng hòa | Wisconsin     |            | Richard Nixon (1969–1974)        |
| 11     |                               | Elliot Richardson            | 30 tháng 1 năm 1973  | 24 tháng 5 năm 1973  | 114 ngày                                 |      | Cộng hòa | Massachusetts |            | Richard Nixon (1969–1974)        |
| –      |                               | Bill Clements Quyền          | 24 tháng 5 năm 1973  | 2 tháng 7 năm 1973   | 39 ngày                                  |      | Cộng hòa | Texas         |            | Richard Nixon (1969–1974)        |
| 12     |                               | James R. Schlesinger         | 2 tháng 7 năm 1973   | 19 tháng 11 năm 1975 | 2 năm, 140 ngày                          |      | Cộng hòa | Virginia      |            | Richard Nixon (1969–1974)        |
| 12     | Gerald Ford (1974–1977)       | James R. Schlesinger         | 2 tháng 7 năm 1973   | 19 tháng 11 năm 1975 | 2 năm, 140 ngày                          |      | Cộng hòa | Virginia      |            |                                  |
| 13     |                               | Donald Rumsfeld              | 20 tháng 11 năm 1975 | 20 tháng 1 năm 1977  | 1 năm, 61 ngày                           |      | Cộng hòa | Illinois      |            | Gerald Ford (1974–1977)          |
| 14     |                               | Harold Brown                 | 20 tháng 1 năm 1977  | 20 tháng 1 năm 1981  | 4 năm, 0 ngày                            |      | Dân chủ  | California    |            | Jimmy Carter (1977–1981)         |
| 15     |                               | Caspar Weinberger            | 21 tháng 1 năm 1981  | 23 tháng 11 năm 1987 | 6 năm, 306 ngày                          |      | Cộng hòa | California    |            | Ronald Reagan (1981–1989)        |
| 16     |                               | Frank Carlucci               | 23 tháng 11 năm 1987 | 20 tháng 1 năm 1989  | 1 năm, 58 ngày                           |      | Cộng hòa | Virginia      |            | Ronald Reagan (1981–1989)        |
| –      |                               | William Howard Taft IV Quyền | 20 tháng 1 năm 1989  | 21 tháng 3 năm 1989  | 60 ngày                                  |      | Cộng hòa | Ohio          |            | George H. W. Bush (1989–1993)    |
| 17     |                               | Dick Cheney                  | 21 tháng 3 năm 1989  | 20 tháng 1 năm 1993  | 3 năm, 305 ngày                          |      | Cộng hòa | Wyoming       |            | George H. W. Bush (1989–1993)    |
| 18     |                               | Les Aspin                    | 20 tháng 1 năm 1993  | 3 tháng 2 năm 1994   | 1 năm, 14 ngày                           |      | Dân chủ  | Wisconsin     |            | Bill Clinton (1993–2001)         |
| 19     |                               | William Perry                | 3 tháng 2 năm 1994   | 24 tháng 1 năm 1997  | 2 năm, 356 ngày                          |      | Dân chủ  | Pennsylvania  |            | Bill Clinton (1993–2001)         |
| 20     |                               | William Cohen                | 24 tháng 1 năm 1997  | 20 tháng 1 năm 2001  | 3 năm, 362 ngày                          |      | Cộng hòa | Maine         |            | Bill Clinton (1993–2001)         |
| 21     |                               | Donald Rumsfeld              | 20 tháng 1 năm 2001  | 18 tháng 12 năm 2006 | 5 năm, 332 ngày (7 years, 29 days total) |      | Cộng hòa | Illinois      |            | George W. Bush (2001–2009)       |
| 22     |                               | Robert Gates                 | 18 tháng 12 năm 2006 | 30 tháng 6 năm 2011  | 4 năm, 194 ngày                          |      | Cộng hòa | Texas         |            | George W. Bush (2001–2009)       |
| 22     | Barack Obama (2009–2017)      | Robert Gates                 | 18 tháng 12 năm 2006 | 30 tháng 6 năm 2011  | 4 năm, 194 ngày                          |      | Cộng hòa | Texas         |            |                                  |
| 23     |                               | Leon Panetta                 | 1 tháng 7 năm 2011   | 26 tháng 2 năm 2013  | 1 năm, 240 ngày                          |      | Dân chủ  | California    |            | Barack Obama (2009–2017)         |
| 24     |                               | Chuck Hagel                  | 27 tháng 2 năm 2013  | 17 tháng 2 năm 2015  | 1 năm, 355 ngày                          |      | Cộng hòa | Nebraska      |            | Barack Obama (2009–2017)         |
| 25     |                               | Ash Carter                   | 17 tháng 2 năm 2015  | 20 tháng 1 năm 2017  | 1 năm, 338 ngày                          |      | Dân chủ  | Massachusetts |            | Barack Obama (2009–2017)         |
| 26     |                               | Jim Mattis                   | 20 tháng 1 năm 2017  | 1 tháng 1 năm 2019   | 1 năm, 345 ngày                          |      | Độc lập  | Washington    |            | Donald Trump (2017–2021)         |
| –      |                               | Patrick M. Shanahan Quyền    | 1 tháng 1 năm 2019   | 23 tháng 6 năm 2019  | 173 ngày                                 |      | Độc lập  | Washington    |            | Donald Trump (2017–2021)         |
| –      |                               | Mark Esper Quyền             | 24 tháng 6 năm 2019  | 15 tháng 7 năm 2019  | 21 ngày                                  |      | Cộng hòa | Virginia      |            | Donald Trump (2017–2021)         |
| –      |                               | Richard V. Spencer Quyền     | 15 tháng 7 năm 2019  | 23 tháng 7 năm 2019  | 8 ngày                                   |      | Cộng hòa | Wyoming       |            | Donald Trump (2017–2021)         |
| 27     |                               | Mark Esper                   | 23 tháng 7 năm 2019  | 9 tháng 11 năm 2020  | 1 năm, 109 ngày                          |      | Cộng hòa | Virginia      |            | Donald Trump (2017–2021)         |
| –      |                               | Christopher C. Miller Quyền  | 9 tháng 11 năm 2020  | 20 tháng 1 năm 2021  | 72 ngày                                  |      | Cộng hòa | Iowa          |            | Donald Trump (2017–2021)         |
| –      |                               | David Norquist Quyền         | 20 tháng 1 năm 2021  | 22 tháng 1 năm 2021  | 2 ngày                                   |      | Cộng hòa | Massachusetts |            | Joe Biden (2021–2025)            |
| 28     |                               | Lloyd Austin                 | 22 tháng 1 năm 2021  | 20 tháng 1 năm 2025  | 3 năm, 364 ngày                          |      | Độc lập  | Georgia       |            | Joe Biden (2021–2025)            |
| –      |                               | Robert G. Salesses Quyền     | 20 tháng 1 năm 2025  | 25 tháng 1 năm 2025  | 5 ngày                                   |      | Độc lập  | Rhode Island  |            | Donald Trump (2025–nay)          |
| 29     |                               | Pete Hegseth                 | 25 tháng 1 năm 2025  | đương nhiệm          | 191 ngày                                 |      | Cộng hòa | Tennessee     |            | Donald Trump (2025–nay)          |

## Thứ tự kế nhiệm bộ trưởng quốc phòng
Theo Lệnh hành pháp 13394, ngày 22 tháng 12 năm 2005, Tổng thống George W. Bush đã sửa đổi lại thứ tự kế nhiệm chức vụ Bộ trưởng Quốc phòng Hoa Kỳ trong trường hợp bộ trưởng vắng mặt hay không thể làm việc như sau:
1. Thứ trưởng bộ Quốc phòng Hoa Kỳ
2. Thứ trưởng quốc phòng đặc trách tình báo
3. Thứ trưởng quốc phòng đặc trách chính sách
4. Thứ trưởng quốc phòng đặc trách quân dụng, kỹ thuật và tiếp vận
5. Bộ trưởng Lục quân Hoa Kỳ
6. Bộ trưởng Không quân Hoa Kỳ
7. Bộ trưởng Hải quân Hoa Kỳ

## Các cựu bộ trưởng quốc phòng còn sống
Tính đến ngày 1 tháng 8 năm 2025 có 9 cựu bộ trưởng bộ quốc phòng còn sống. Cựu bộ trưởng qua đời gần đây nhất là Ashton Carter vào ngày 25 tháng 10 năm 2022.
| Tên           | Thời gian tại chức | Ngày sinh         |
| ------------- | ------------------ | ----------------- |
| Dick Cheney   | 1989–1993          | 30 tháng 1, 1941  |
| William Perry | 1994–1997          | 11 tháng 10, 1927 |
| William Cohen | 1997–2001          | 28 tháng 8, 1940  |
| Robert Gates  | 2006–2011          | 25 tháng 9, 1943  |
| Leon Panetta  | 2011–2013          | 28 tháng 6, 1938  |
| Chuck Hagel   | 2013–2015          | 4 tháng 10, 1946  |
| James Mattis  | 2017–2019          | 8 tháng 9, 1950   |
| Mark Esper    | 2019–2020          | 26 tháng 4, 1964  |
| Lloyd Austin  | 2021–2025          | 8 tháng 8, 1953   |